# جيمي نارد
جيمي نارد (مواليد 14 سبتمبر 1995) هي لاعبة كرة سلة أمريكية تلعب في مركز مدافع مسدد الهدف أو لاعب هجوم صغير الجسم.

## وصلات خارجية
- جيمي نارد على موقع الاتحاد الوطني لكرة السلة النسائية (الإنجليزية)
- جيمي نارد على موقع كرة السلة الأوروبية.كوم (الإنجليزية)
- جيمي نارد على موقع كلية كرة السلة في سبورتس رفرنس.كوم (الإنجليزية)
- جيمي نارد على موقع بروبوليرز (الإنجليزية)
- جيمي نارد على موقع سبورتس رفرنس (الإنجليزية)